# Megamelodes quadrimaculata
Megamelodes quadrimaculata är en insektsart som först beskrevs av Victor Antoine Signoret 1865.  Megamelodes quadrimaculata ingår i släktet Megamelodes och familjen sporrstritar. Inga underarter finns listade i Catalogue of Life.